# Сетиавати, Лиза
Лиза Сетиавати (род. 4 сентября 1989 года) — индонезийская тяжелоатлетка, бронзовый призёр чемпионата мира по тяжёлой атлетике 2019 года.

## Карьера
Её супруг Ангга Романсия также выступал в тяжелой атлетике на провинциальном уровне.
В 2013 году приняла участие на своём первом крупном международном турнире, летней Универсиаде в Казани, где заняла итоговое шестое место с общим весом на штанге 164 кг.
В 2016 году на чемпионате Азии, который проходил в Ташкенте, она стала только одиннадцатой с весом по сумме двух упражнений 167 кг. 
В сентябре 2019 года на взрослом чемпионате мира в Паттайе, индонезийская спортсменка, в весовой категории до 45 кг, завоевала бронзовую медаль набрав в сумме двоеборья 165 кг. В толкании штанги она завоевала малую золотую медаль (95 кг).